# Tüskés Tünde
Tüskés Tünde (Pécs, 1959. október 4. –) Magyar Kultúra Lovagja díjas magyar szalmafonó népi művész, a zengővárkonyi Szalma-Kincs-Tár muzeális gyűjtemény alapítója, középiskolai angoltanár.

## Életpályája
1974–1978 között a pécsi Leőwey Klára Gimnáziumban tanult. Gyermekkorától gyűjtötte a tárgyalkotó népművészet kincseit, maga is foglalkozott korongozással és szövéssel. 1979–1984 között a szegedi József Attila Tudomány Egyetem angol–orosz nyelv és irodalom szakos hallgatója. 1984-ben angol–orosz középiskolai tanári diplomát szerzett. 1984–1995 között a Dózsa György Gimnáziumban, 1996-tól 2024-ig a budapesti Piarista Gimnáziumban tanított. Tanári munkájában a tehetséggondozás volt a szakterülete és minősítési feladatot látott el a pedagógus életpálya modellben. 
2001-ben alapítója és máig elnöke a Pest-Budai Kézműves és Népművészeti Közhasznú Egyesületnek. 1993 óta foglalkozik szalmafonással. A szalmafonó mesteriskolát az angliai Leicesterben végezte. Oktat és publikál, ezzel erősíti a mesterség elméletének és gyakorlatának alapjait. Magángyűjteményéből nemzetközi szalmamúzeumot alapított Szalma-Kincs-Tár néven Zengővárkonyban 2002-ben. Rendszeresen szervez hazai és nemzetközi konferenciákat, továbbképzéseket. 2018. augusztus 20-ára elkészítette a Magyarok Aratókoszorúját Kárpát-medence minden tájáról begyűjtött kalászokból.

### Családja
Szülei: Szemes Anna középiskolai magyartanár és Tüskés Tibor író, irodalomtörténész. Férje Tóth István mikrobiológus. Gyermekei Tóth Bálint Péter (1985–), Tóth Borbála (1986–) és Tóth Márton (1991–).

## Munkássága
Előadást tartott a magyar szalmafonás történetéről és hagyományairól az angliai Exeterben rendezett East Comes to West című nemzetközi konferencián 1998. október 3-5. között. 2000. július 13-18. között megszervezte és lebonyolította az I. Nemzetközi Szalmakonferenciát Törökszentmiklóson. Szaktanácsokkal segítette a törökszentmiklósi Szalmagaléria létrehozását. 2001. áprilisában előadást tartott a magyar szalmafonás jelenéről az oklahomai NAWW (National Association of Wheat Weavers) Convention konferencián. 
2002 márciusában megalapította Zengővárkonyban a Szalma-Kincs-Tár Nemzetközi Szalma Gyűjteményt. 2002, 2003 és 2004 márciusában megszervezte A természetben található fonható anyagok című konferenciát. 2003-ban, 2004-ben, 2007-ben és 2013-ban nemzetközi szalmafonó továbbképzéseket szervezett. Részt vett a Szalma, csuhé és gyékény tárgykészítő OKJ szakma követelmény- és vizsgarendszerének kidolgozásában. Több éven keresztül a Népművészeti Egyesületek Szövetsége Szálasanyag szakbizottságának tagja, a Népi Iparművészeti Tanács szálasanyag zsűrijének alkalmanként felkért tagja.
Tanulmányutakat tett Angliába, Erdélybe, Kárpátaljára, Svájcba, Franciaországba, Hollandiába, USA-ba, Mexikóba, Japánba, Kínába, Fehéroroszországba és Izraelbe. Rendszeresen tanít felnőtteket és gyerekeket. Bemutatókat tart az ország egész területén. Rendszeresen hívják iparművészeti és kézműves táborokba és vásárokra.

## Főbb kiállításai
- 1998 – Fót (önálló)
- 1999 – Törökszentmiklós
- 2000 – Sülysáp (önálló)
- 2000 – Törökszentmiklós
- 2000 – Budapest, Honvéd Művelődési Ház
- 2000 – Budapest, Kondor Béla Közösségi Ház
- 2000 – Budapest, Káposztásmegyeri Közösségi Ház (önálló)
- 2001 – Long Beach, Kalifornia (önálló)
- 2002 – Budapest, Káposztásmegyeri Közösségi Ház
- 2002 – Kecskemét, Népi Iparművészeti Múzeum
- 2003 – Siófok, Művelődési Ház
- 2004 – Balatonboglár, Művelődési Ház
- 2006 – Pécsvárad Művelődési Ház (önálló)
- 2007 – Bakonybél, Művelődési Ház
- 2008 – Budakalász Közösségi Ház
- 2009 – Budapest, József Attila Művelődési Központ
- 2010 – Budapest, Magyar Kultúra Alapítvány székház
- 2011 – Budapest, Magyar Kultúra Alapítvány székház
- 2013 – Budapest, Piarista Gimnázium
- 2014 – Budapest, Civil Ház
- 2014 – Ócsa, Tájház
- 2015 – Nagyatád, Katolikus templom
- 2016 – Szentendrei Skanzen
- 2017 – Budapest, Fővárosi Szabó Ervin Könyvtár Kőbánya
- 2019 – Budapest, József Attila Művelődési Központ
- 2020 – Budapest, József Attila Művelődési Központ

## Főbb művei
- A búzavetés szokása karácsonykor Magyarországon. Corn Dolly Newsletter. 1995. Spring
- Erdélyi szalmafonás. Corn Dolly Newsletter. 1996. Summer
- 1997–1999 Hírmondó (Szalmafonók Baráti Körének negyedéves kiadványa) szerkesztése
- Szalmababák, kalásztündérek: A búzafonás alapiskolája. Pro Pannonia Könyvkiadó. Pécs, 1998, három utánnyomás
- Az utolsó szalmaszál? Magyar Iparművészet. 2000/1.
- Szalmaország: A szalmafonás hagyománya Magyarországon a XX. században, 2000, Törökszentmiklós
- Szalmaország. I. Nemzetközi Szalmakonferencia. Mesterség és Művészet. VII. évf. 5. szám – 2000. október
- Szalmából arany. Egy különleges bunyevác művészet. Honismeret. 2001/1.
- Fonás, kötés, sodrás, pödrés: A gyékény, szalma, csuhé megmunkálásának hagyományai, Oktatási segédanyag CD-Rom, Hagyományok Háza – 2004
- Búzaszívek, kalászvirágok: Szalmafonás kezdőknek és haladóknak. Pro Pannonia Könyvkiadó. Pécs, 2005
- Szalmadíszek. Cser kiadó. Budapest, 2006
- A halhatatlan Élet: Kenyérantológia. Pro Pannonia Könyvkiadó. Pécs. 2009
- A spanyol hagyományok továbbélése a modern új-mexikói kézművességben és naiv művészetben, különös tekintettel a szalma díszítés hagyományára. Magyar Iparművészet. 2010/2.
- Szalmababák, kalásztündérek: Tízéves a zengővárkonyi Szalma-kincs-Tár. Honismeret. 2012/3.
- Szalmafonás. Cser kiadó. Budapest, 2013
- A szegény ember aranya: Beszélgetések a szalmafonás mestereivel, Budapest, 2016.

## Szakmai testületi tagságai
- Guild of Straw Craftsmen (Anglia)
- National Association of Wheat Weavers (USA)
- Pest-Budai Kézműves és Népművészeti Közhasznú Egyesület, elnök 2001–2024 között

## Díjak, kitüntetések
- 1994: Guild of Straw Craftsmen, Cambridge, Anglia, I. díj
- 1995: Guild of Straw Craftsmen, Warwick, Anglia, Ezüst érem
- 1997: V. Országos Népi Mesterségek Művészete Pályázat, Kecskemét, Népi Iparművészeti Múzeum
- 1997: Magyarország 2000 – A szent korona ünnepe, Budapest, Hadtörténeti Múzeum, Oklevél
- 1997: IV. Országos Szalmafonó Pályázat, Dísztárgy kategória: I. nívó díj, Törökszentmiklós
- 1998: Országos Szalma Vándorkiállítás, Törökszentmiklós I. díj
- 1998: Aranyszalma Nemzetközi pályázat, Hajdúnánás
- 2000: Magyarország kézműves remekei, Budapest, Oklevél
- 2000: Államiság jelképei, Törökszentmiklós, Különdíj
- 2004: Tárolásra alkalmas tárgyak, Pécsvárad, II. díj
- 2007: Ajándéktárgyak szalmából, Pécsvárad I. díj
- 2008: Szent Gellért Díj
- 2009: Szalmafonó Népi Iparművész cím
- 2010: Nemzetközi fejfedőpályázat, Budapest
- 2010: IPOSZ (Ipartestületek Országos Szövetsége) Kézműves Remek Kiállítás, Pécs
- 2011: American Museum of Straw Art[halott link], álarc pályázat, különdíj
- 2011: Élő Népművészet Országos Kiállítás
- 2018: Király Zsiga Díj
- 2018: Hungarikum-2018: A szegény ember aranya díjnyertes pályázat
- 2019: Magyar Kultúra Lovagja Díj
- 2019: Hungarikum-2019: A természet aranya díjnyertes pályázat
- 2020: Hungarikum-2020: Hordható hagyomány díjnyertes pályázat

## Médiaszereplések, tudományos előadások
- Szent Brigitta kereszt készítése, Bonum TV, 2021. február 9.
- Kreatív kézműves díszek szalmából, Bonum TV, 2020. december 1.
- Bemutatkozik a zengővárkonyi Szalma-kincs-tár, 2018
- Szalma világörökségünk a zengővárkonyi Szalma-kincs-tárban I., 2018
- Szalma világörökségünk a zengővárkonyi Szalma-kincs-tárban II., 2018